# Scanner (sicurezza informatica)
In informatica uno scanner (o vulnerability scanner) è un programma progettato per ricercare e mappare le debolezze di un'applicazione, di un computer o di una rete. Step 1: tipicamente lo scanner inizialmente cercherà indirizzi attivi, porte aperte, sistemi operativi ed ogni applicazione in esecuzione. Step 2:a questo punto è possibile creare un report o andare avanti con il passo successivo. Step 3: tenta di determinare il livello delle patch del sistema operativo o delle applicazioni. In questo processo lo scanner può tentare di violare il sistema tramite exploit, con la possibilità di causare blocchi (crash) del sistema o dell'applicazione. Step 4: nella fase finale lo scanner può tentare di sfruttare la vulnerabilità. Gli scanner possono essere malevoli o amichevoli. Quelli amichevoli solitamente si interrompono allo step 2 e occasionalmente al 3, ma non vanno mai allo step 4.

## Tipi di scanner
- Port scanner
- Network scanner
- Web application security scanner
- Computer worm
- CGI Scanner (solitamente limitati alla verifica dei banner; i cgi scanner possono trovare vulnerabilità, ma solitamente non le sfruttano[1])

## Esplorazione della rete
Gli scanner possono essere usati per condurre esplorazioni della rete, che sono svolte tipicamente da un attaccante che tenta di reperire informazioni o accedere ad una rete in cui non è autorizzato. L'esplorazione della rete (o network reconnaissance) viene usata sempre più per violare i protocolli di rete e i metodi di comunicazione al fine di determinare che tipi di computer sono presenti, insieme ad informazioni addizionali su questi stessi computer, come il tipo e la versione del sistema operativo.
Questa informazione può essere analizzata al fine di trovare vulnerabilità note o di nuova scoperta al fine di avere accesso a reti e computer protetti. L'esplorazione è una delle più comuni applicazioni dell'analisi passiva dei dati. Tecniche di nuova generazione, come il TCP/IP fingerprint passivo, hanno dei limiti sull'accuratezza che li rendono inefficaci. Ad oggi esistono numerosi tool su Internet che sono stati sviluppati per rendere l'esplorazione più facile e più efficace.